# 保見町
保見町（ほみちょう）は、愛知県豊田市の町名。現行行政地名として24の字が存在する。住居表示は行われていない。

## 地理

### 河川・池沼
- 伊保川

### 字（小字）
- 石田（いしだ）
- 井ノ口（いのくち）
- 井ノ向（いのむかい）
- 御山前（おやままえ）
- 片坂（かたさか）
- 上三戸口（かみさんどぐち）
- 北山（きたやま）
- 起間（きま）
- 小黒実（こぐろみ）
- 権堂坊（ごんどうぼう）
- 四反田（したんだ）
- 清水尻（しみずしり）
- 大門（だいもん）
- 塚原（つかはら）
- 出口（でぐち）
- 中三戸口（なかさんどぐち）
- 西古城（にしこじょう）
- 西ノ山（にしのやま）
- 東古城（ひがしこじょう）
- 松本（まつもと）
- 南山（みなみやま）
- 横山（よこやま）
- 四ツ足（よつあし）
- 六反田（ろくたんだ）

## 世帯数と人口

### 人口の変遷
国勢調査による人口および世帯数の推移。
| 1995年（平成7年）  | 489世帯 1920人 |  |
| 2000年（平成12年） | 498世帯 1827人 |  |
| 2005年（平成17年） | 543世帯 1782人 |  |
| 2010年（平成22年） | 554世帯 1799人 |  |
| 2015年（平成27年） | 570世帯 1824人 |  |
| 2020年（令和2年）  | 593世帯 1831人 |  |

## 学区
市立小・中学校に通う場合、学区は以下の通りとなる。
| 丁目・字                 | 番地              | 小学校               | 中学校             |
| ------------------------ | ----------------- | -------------------- | ------------------ |
| 保見町（下記を除く全域） |                   | 豊田市立伊保小学校   | 豊田市立保見中学校 |
| 保見町南山               | 3-4、242-2、245-2 | 豊田市立浄水北小学校 | 豊田市立保見中学校 |

## 交通
- 国道248号
- 愛知県道58号名古屋豊田線
- 愛知県道54号豊田知立線

## 施設
- 豊田大谷高等学校
- 豊田市保見交流館
- 保見郵便局
- 豊田市教職員会館
- 豊田市立保見中学校
- 保見町公民館
- 豊田市立伊保小学校
- 豊田市立伊保こども園
- 和徳寺
- さなげカントリークラブ
- トヨタスポーツセンター

### WEB
1. ↑  “愛知県豊田市の町丁・字一覧”.   人口統計ラボ. 2024年2月26日閲覧。
2. 1 2  総務省統計局 (2022年2月10日). “令和2年国勢調査の調査結果(e-Stat) - 男女別人口，外国人人口及び世帯数－町丁・字等” (CSV). 2023年8月2日閲覧。
3. ↑  “読み仮名データの促音・拗音を小書きで表記するもの(zip形式) 愛知県” (zip).   日本郵便 (2024年2月29日). 2024年3月26日閲覧。
4. ↑  “市外局番の一覧” (PDF).   総務省 (2022年3月1日). 2022年3月22日閲覧。
5. ↑  “ナンバープレートについて”.   一般社団法人愛知県自動車会議所. 2024年1月21日閲覧。
6. ↑  豊田市では全体で住居表示は行われていない。“その他（住民票に関すること）よくある質問”.   豊田市. 2025年5月28日閲覧。
7. ↑  総務省統計局 (2014年3月28日). “平成7年国勢調査の調査結果(e-Stat) - 男女別人口及び世帯数 －町丁・字等” (CSV). 2021年7月20日閲覧。
8. ↑  総務省統計局 (2014年5月30日). “平成12年国勢調査の調査結果(e-Stat) - 男女別人口及び世帯数 －町丁・字等” (CSV). 2021年7月20日閲覧。
9. ↑  総務省統計局 (2014年6月27日). “平成17年国勢調査の調査結果(e-Stat) - 男女別人口及び世帯数 －町丁・字等” (CSV). 2021年7月21日閲覧。
10. ↑  総務省統計局 (2012年1月20日). “平成22年国勢調査の調査結果(e-Stat) - 男女別人口及び世帯数 －町丁・字等” (CSV). 2021年7月21日閲覧。
11. ↑  総務省統計局 (2017年1月27日). “平成27年国勢調査の調査結果(e-Stat) - 男女別人口及び世帯数 －町丁・字等” (CSV). 2021年7月21日閲覧。
12. ↑  “町名別小中学校区”.   豊田市. 2025年6月4日閲覧。